# Junkers Jumo 004
O Junkers Jumo 004 foi o primeiro motor a jato usado operacionalmente na história.
Um produto do engenho aeronáutico e tecnológico da Alemanha Nazista durante a Segunda Guerra Mundial, o motor da Junkers alimentou o primeiro avião de caça a jato operacional e a primeira aeronave de bombardeamento e reconhecimento aéreo a jato: o Messerschmitt Me 262,  e o Arado Ar 234 Blitz.
Outra aeronave que poderia ter alterado o curso da guerra aérea, seria a revolucionária asa voadora Horten Ho 229, que também utilizaria este motor. 
Até Maio de 1945, mais de 5000 unidades haviam sido produzidas e, mesmo depois da guerra, variantes deste motor seriam produzidas na Europa oriental.

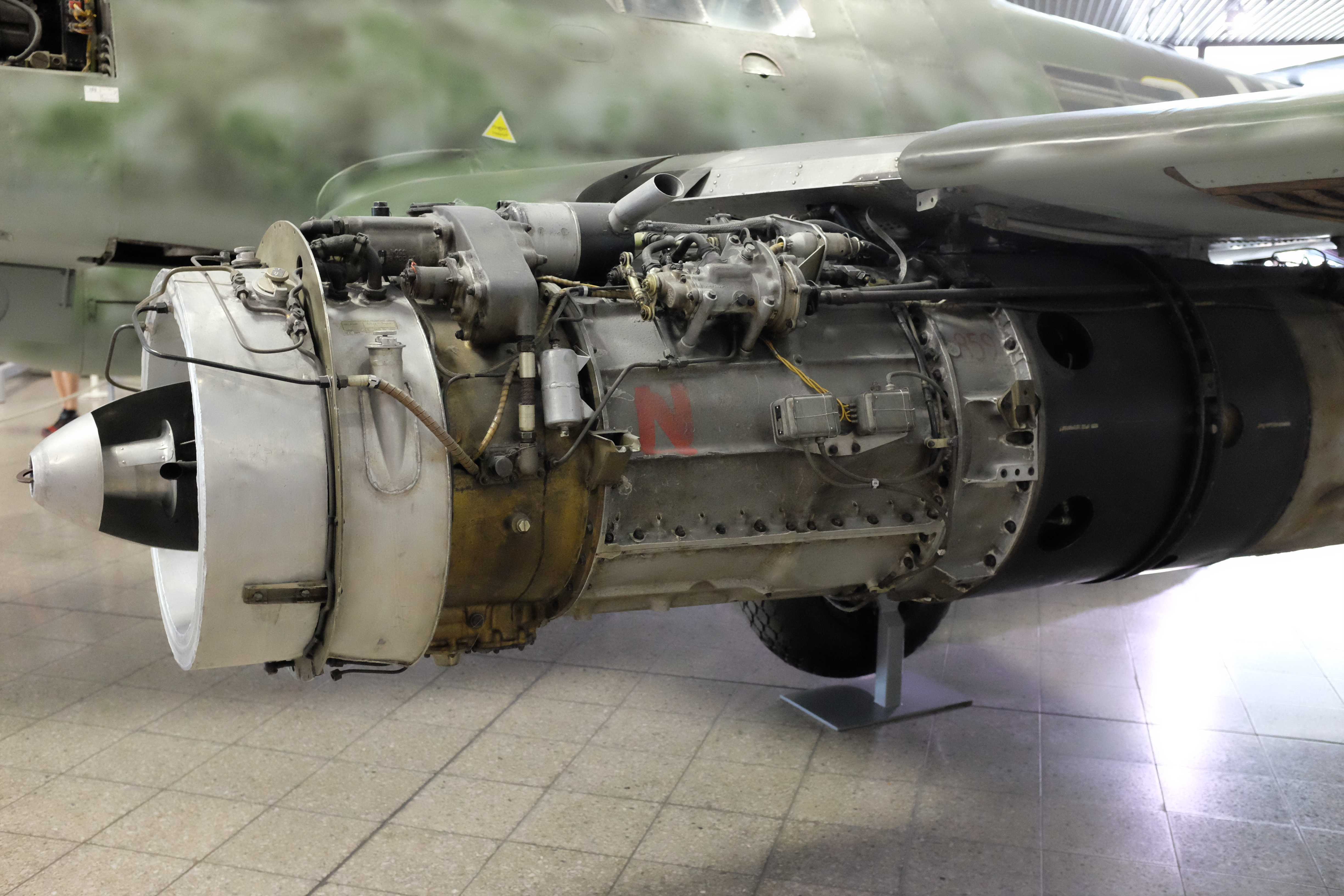
Jumo 004 de um Me 262.
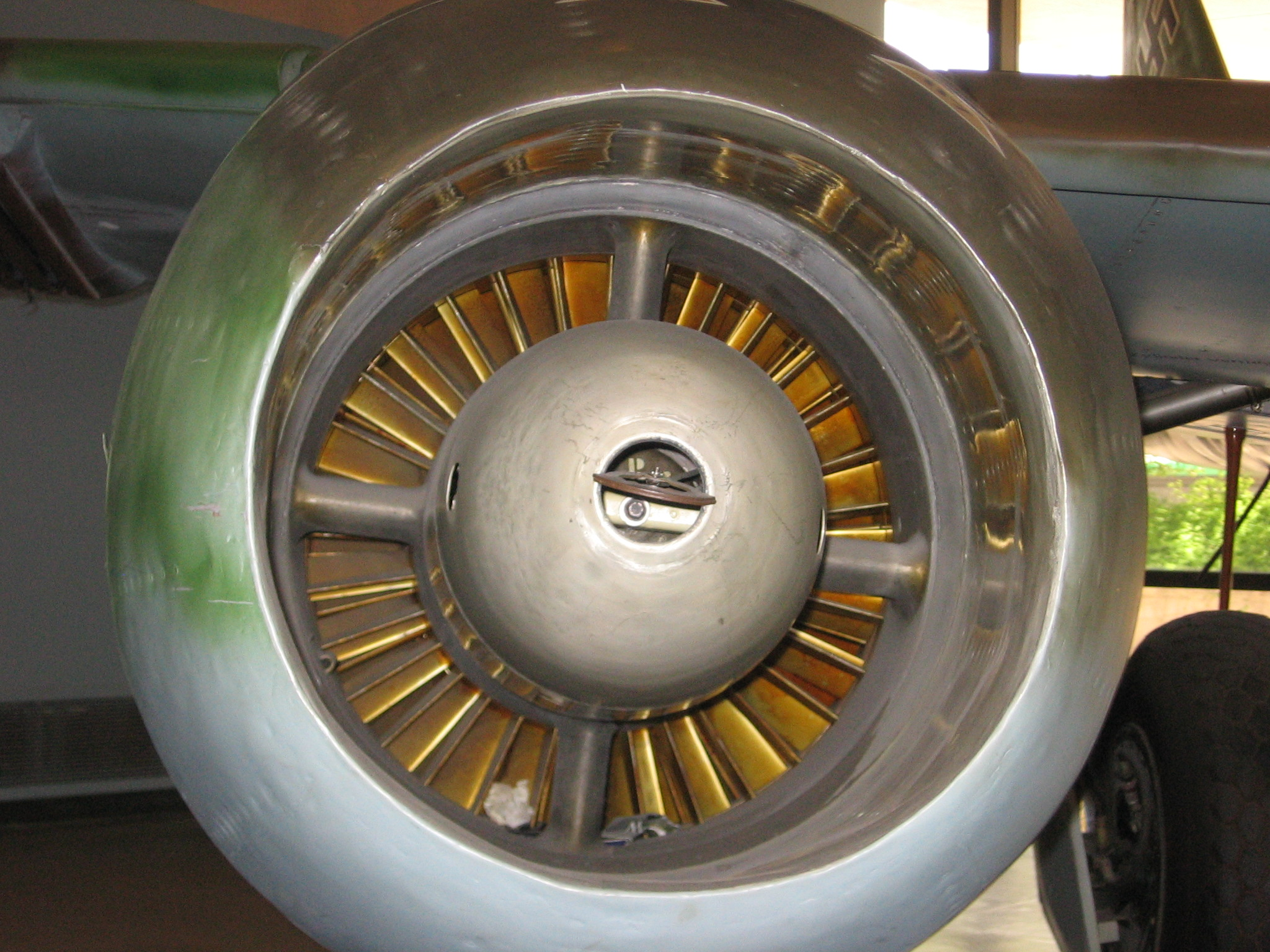
Jumo 004 montado em uma nacela de um Me 262.
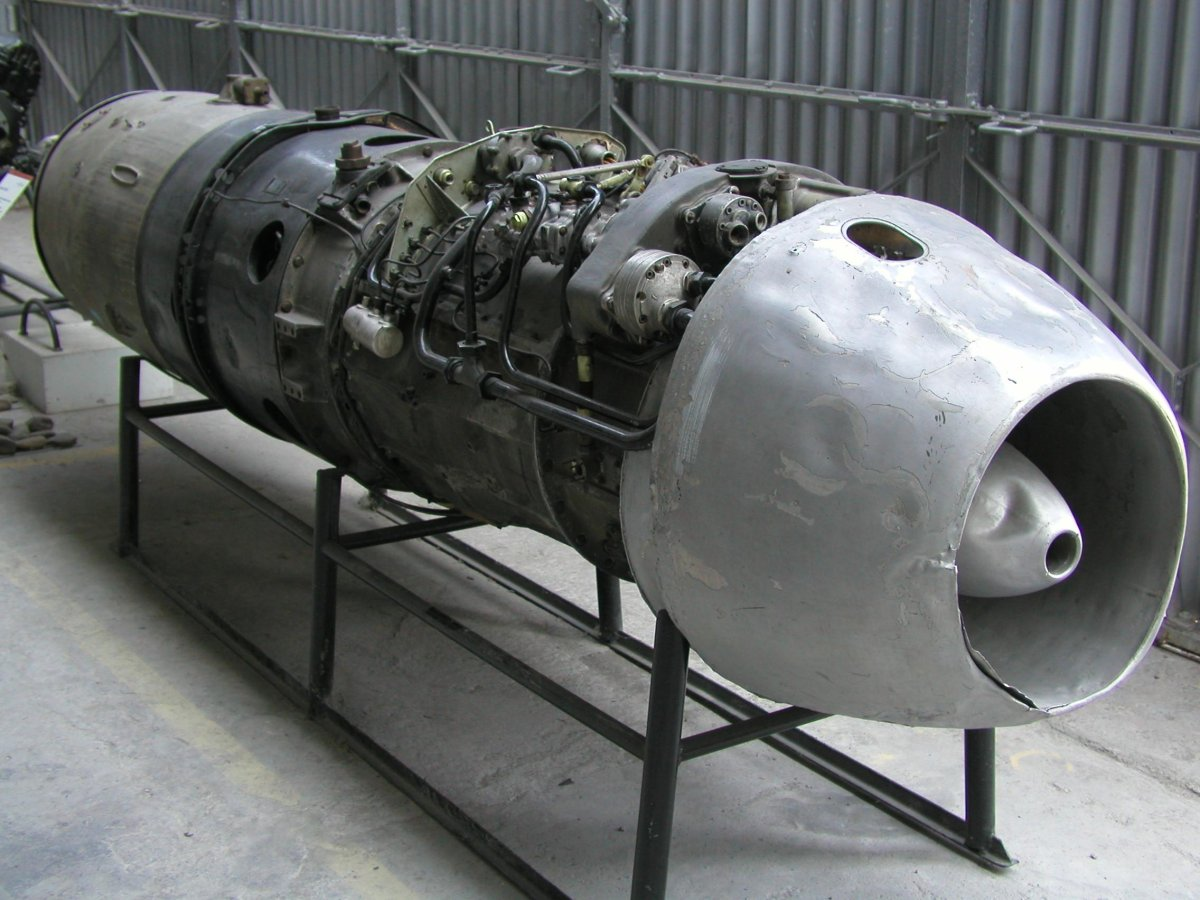
Um Avia M-04 produzido na Checoslováquia após a Segunda Guerra Mundial.
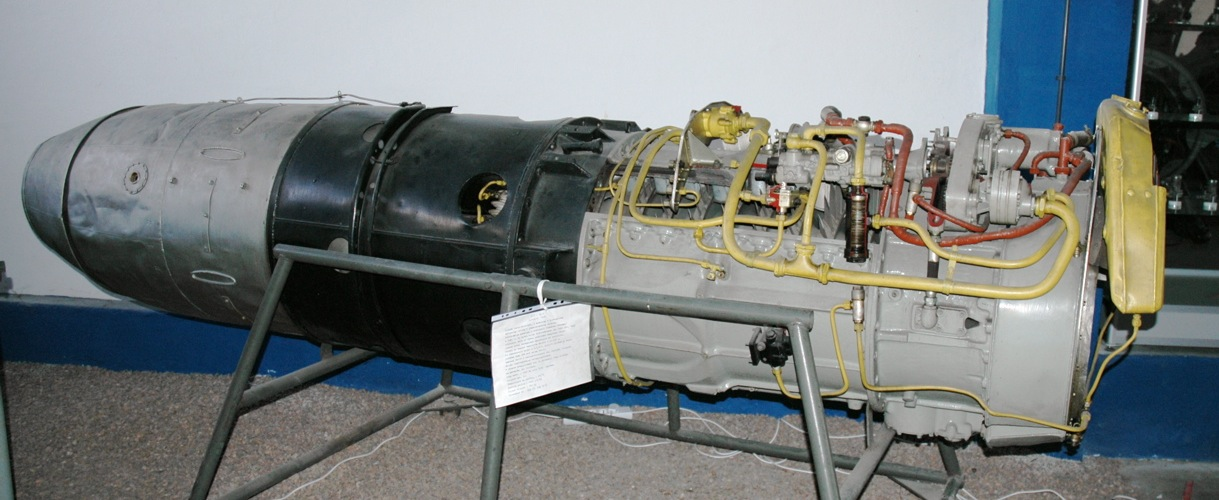
Um Tumansky RD-10 derivado do Jumo 004 e produzido pela União Soviética.